# Shergotty (meteoryt)
Shergotty – meteoryt pochodzący z Marsa, pierwszy znaleziony meteoryt marsjański.
Upadek planetoidy na Marsa spowodował wyrzucenie w przestrzeń kosmiczną fragmentów bazaltowej lawy marsjańskiej. Po podróży trwającej około 360 milionów lat jeden z odłamków spadł na Ziemię 25 sierpnia 1865 roku w Shergahti w dystrykcie Gaja i jest znany jako meteoryt Shergotty. Jest to więc stosunkowo młody meteoryt, powstały ze zestalonej magmy, świadczący o występowaniu na Marsie zjawisk wulkanicznych. Jego wiek został określony na podstawie datowania radiometrycznego. Sam obiekt został znaleziony przez świadków upadku niemal natychmiast. Jego masa wynosi około 5 kg. Składa się głównie z piroksenów. Meteoryt Shergotty jest w dalszym ciągu poddawany badaniom.